# Вулька-Пукажовська
Вулька-Пукажовська (пол. Wólka Pukarzowska) — село в Польщі, у гміні Лащів Томашівського повіту Люблінського воєводства. Населення — 287 осіб (2011).

## Історія
За даними етнографічної експедиції 1869—1870 років під керівництвом Павла Чубинського, у селі переважно проживали римо-католики, але населення здебільшого розмовляло українською мовою.
У 1975—1998 роках село належало до Замойського воєводства.

## Демографія
Демографічна структура станом на 31 березня 2011 року:
|          | Загалом | Допрацездатний вік | Працездатний вік | Постпрацездатний вік |
| -------- | ------- | ------------------ | ---------------- | -------------------- |
| Чоловіки | 135     | 22                 | 97               | 16                   |
| Жінки    | 152     | 33                 | 71               | 48                   |
| Разом    | 287     | 55                 | 168              | 64                   |